# 刚果弄蝶属
刚果弄蝶属（学名：Brusa）是弄蝶科下的一个属。

## 下属物种
本属包括以下物种：
- Brusa allardi Berger, 1967
- Brusa saxicola Neave, 1910